# Substituerede amfetaminer
Substituerede amfetaminer eller amfetaminer er en klasse af kemiske stoffer baseret på amfetamins struktur. Den omfatter alle derivater som er dannet ved at erstatte eller substituere et eller flere brintatomer i amfetamin med substituenter. Forbindelserne i denne gruppe spænder over en række farmakologiske midler, herunder stimulanter, empatogener og hallucinogener og andre. Eksempler på substituerede amfetaminer er amfetamin, metamfetamin, efedrin, cathinon, fentermin, mefentermin, bupropion, methoxyfenamin, selegilin, amfepramon, pyrovaleron, MDMA (ecstasy) og DOM (STP).
Nogle af amfetamins substituerede derivater forekommer i naturen, for eksempel i bladene på ledris- og khat-planter, som har været brugt af mennesker i mere end 1000 år for deres farmakologiske virkninger. Amfetamin blev først fremstillet i slutningen af det 19. århundrede. I 1930'erne fandt amfetamin og nogle af dets derivater brug som anti-kongestanter i symptomatisk behandling af forkølelse og også lejlighedsvis som psykoaktive midler. Deres virkninger på centralnervesystemet er forskelligartede, men kan opsummeres ved tre overlappende typer aktivitet: psykoanaleptisk, hallucinogen og empatogen. Forskellige substituerede amfetaminer kan forårsage disse virkninger enten separat eller i kombination.

## Eksempler
Amfetaminer er selv en undergruppe af substituerede phenethylamin-forbindelser. Substitution af brintatomer resulterer i en stor klasse af kemiske forbindelser. Typisk reaktioner er substitution med methyl- og nogle gange ethylgrupper på amin- og fenylgrupperne:
| Stof                                       | Substituenter | Substituenter | Substituenter | Substituenter | Substituenter | Substituenter | Substituenter | Struktur                                        |
| Stof                                       | N             | α             | β             | fenylgruppe   | fenylgruppe   | fenylgruppe   | fenylgruppe   | Struktur                                        |
| Stof                                       | N             | α             | β             | 2             | 3             | 4             | 5             | Struktur                                        |
| ------------------------------------------ | ------------- | ------------- | ------------- | ------------- | ------------- | ------------- | ------------- | ----------------------------------------------- |
| Phenethylamin                              |               |               |               |               |               |               |               | Phenethylamin                                   |
| Amfetamin (α-methylphenylethylamine)       |               | -CH3          |               |               |               |               |               | Amfetamin                                       |
| Metamfetamin (N-metylamfetamin)            | -CH3          | -CH3          |               |               |               |               |               | Metamfetamin                                    |
| Fentermin (α-metylamfetamin)               |               | -(CH3)2       |               |               |               |               |               | Fentermin                                       |
| Efedrin                                    | -CH3          | -CH3          | -OH           |               |               |               |               | (+)-Efedrin                                     |
| Pseudoefedrin                              | -CH3          | -CH3          | -OH           |               |               |               |               | (+)-Pseudoefedrin                               |
| Cathinon                                   |               | -CH3          | =O            |               |               |               |               | Cathinon                                        |
| Metcathinon (efedron)                      | -CH3          | -CH3          | =O            |               |               |               |               | Metcathinon                                     |
| MDA (3,4-methylenedioxyamphetamine)        |               | -CH3          |               |               | -O-CH2-O-     | -O-CH2-O-     |               | 3,4-metylendioksyamfetamin                      |
| MDMA (3,4-metylenedioxymethamfetamin)      | -CH3          | -CH3          |               |               | -O-CH2-O-     | -O-CH2-O-     |               | 3,4-metylenedioxymethamfetamin                  |
| MDEA (3,4-metylenedioxy-N-etylamfetamin)   | -CH2-CH3      | -CH3          |               |               | -O-CH2-O-     | -O-CH2-O-     |               | Metylenedioxyetylamfetamin                      |
| EDMA (3,4-etylenedioxy-N-metylamfetamin)   | -CH3          | -CH3          |               |               | -O-CH2-CH2-O- | -O-CH2-CH2-O- |               | 3,4-etylenedioxy-N-metylamfetamin               |
| MBDB (N-metyl-1,3-benzodioxolylbutanamin)  | -CH3          | -CH2-CH3      |               |               | -O-CH2-O-     | -O-CH2-O-     |               | N-metyl-1-(3,4-metylenedioxyfenyl)-2-aminobutan |
| PMA (para-methoxyamfetamin)                |               | -CH3          |               |               |               | -O-CH3        |               | para-methoxyamfetamin                           |
| PMMA (para-metoxymetamfetamin)             | -CH3          | -CH3          |               |               |               | -O-CH3        |               | para-metoxymetamfetamin                         |
| 4-MTA (4-metylthioamfetamin)               |               | -CH3          |               |               |               | -S-CH3        |               | 4-metylthioamfetamin                            |
| 3,4-DMA (3,4-dimetoxyamfetamin)            |               | -CH3          |               |               | -O-CH3        | -O-CH3        |               | Dimetoxyamfetamin                               |
| 3,4,5-trimetoxyamfetamin (α-metylmescalin) |               | -CH3          |               |               | -O-CH3        | -O-CH3        | -O-CH3        | Trimetoxyamfetamin                              |
| DOM (2,5-dimethoxy-4-metylamfetamin)       |               | -CH3          |               | -O-CH3        |               | -CH3          | -O-CH3        | 2,5-dimethoxy-4-metylamfetamin                  |
| DOB (2,5-dimethoxy-4-bromoamfetamin)       |               | -CH3          |               | -O-CH3        |               | -Br           | -O-CH3        | 2,5-dimethoxy-4-bromoamfetamin                  |